# セルビアのバレーボール選手一覧
この記事はセルビアのバレーボール選手一覧（-せんしゅいちらん）である。
既に記事があるものに関してはCategory:セルビアのバレーボール選手を参照されたい。
この項目はCategoryではないので、記事の無い選手について赤リンクのままにしておく事が出来る。記事の無いものに関しては一時的に簡単な説明（時代、クラブ）等を併記しておいて構わない。

## 男子
- アレクサンダル・アタナシエビッチ
- マルコ・イボビッチ
- イヴァン・イリッチ
- ゾラン・ガイッチ
- ウラジミール・グルビッチ
- ニコラ・グルビッチ
- アンドリヤ・ゲリッチ
- スロボダン・コバチ
- ウロシュ・コバチェビッチ
- ニコラ・コバチェビッチ
- マルコ・サマルジッチ
- エディン・シュコリッチ（2001年欧州選手権優勝）
- ジョルジェ・ジュリッチ（アトランタ銅メダル）
- ブラダン・ジョルジェビッチ
- サーシャ・スタロビッチ
- ドラガン・スタンコビッチ
- ジェリコ・タナスコビッチ
- ミロシュ・テルジッチ
- トミスラヴ・ドキッチ
- リュボミール・トラヴィツァ（セルビアモンテネグロ代表監督）
- ミロシュ・ニキッチ
- ミラン・バシッチ
- ノヴィツァ・ビエリツァ
- フィリップ・ブイッチ
- デヤン・ブラドビッチ（アトランタ銅メダル）
- アレクサ・ブルジョビッチ
- ヴェリコ・ペトコビッチ
- ヴラド・ペトコビッチ
- ネマニャ・ペトリッチ
- ジャルコ・ペトロビッチ
- ボリスラヴ・ペトロビッチ
- スロボダン・ボシュカン
- マルコ・ポドラシュチャニン
- デヤン・ボヨビッチ
- ゴラン・マリッチ（2001年欧州選手権優勝）
- ミラン・マルコビッチ
- ヴァーサ・ミイッチ
- ミハイロ・ミティッチ
- アレクサンダル・ミトロビッチ
- イヴァン・ミリュコビッチ
- ジュラ・メシュテル
- ボヤン・ヤニッチ
- ライコ・ヨカノビッチ（アトランタ銅メダル、2001年欧州選手権優勝）
- ミラン・ラシッチ
- スレチコ・リシナツ
- ニコラ・ロシッチ

## 女子
- アナ・アントニエビッチ
- マーヤ・オグニェノビッチ
- ナターシャ・クルスマノビッチ
- イバナ・ジェリシロ
- マーヤ・シマニッチ
- マルタ・ドゥルパ
- アーニャ・スパソイエビッチ
- アレクサンドラ・ペトロビッチ
- スザナ・チェービッチ
- ベスナ・ツィタコビッチ
- イェレナ・ニコリッチ
- ナジャ・ニンコビッチ
- アナ・ビエリツァ
- ヨバナ・ブラコチェビッチ
- ヨバナ・ベーソビッチ
- ステファナ・ベリコビッチ
- シルビヤ・ポポビッチ
- サーニャ・マラグルスキ
- ティヤナ・マレセビッチ
- ドラガナ・マリンコビッチ
- ブランキツァ・ミハイロビッチ
- ブリジトカ・モルナル
- ミレーナ・ラシッチ
- アレクサンドラ・ランコビッチ